# Television (musikalbum)
Television är det tredje studioalbumet av den amerikanska rockgruppen Television. Albumet släpptes av Capitol Records 1992, fjorton år efter bandets andra studioalbum och en efterföljande splittring 1978. Television tog sig aldrig upp på listorna i USA eller Storbritannien, men har däremot uppnått plats 37 på Sverigetopplistan.
Singlarna från albumet var "In World" och "Call Mr. Lee", där den senare nådde plats 27 på Billboard-listan Alternative Songs i USA.

## Låtlista
Alla låtar skrivna av Tom Verlaine.
1. "1880 Or So"  – 3:41
2. "Shane, She Wrote This"  – 4:21
3. "In World"  – 4:12
4. "Call Mr. Lee"  – 4:16
5. "Rhyme"  – 4:47
6. "No Glamour for Willi"  – 5:00
7. "Beauty Trip"  – 4:22
8. "The Rocket"  – 3:23
9. "This Tune"  – 3:42
10. "Mars"  – 4:56

## Medverkande
- Tom Verlaine - sång, gitarr
- Richard Lloyd - gitarr
- Fred Smith - bas, sång, gitarr
- Billy Ficca - trummor